# プログレスM1-11
プログレスM1-11は2004年にロシア連邦宇宙局が国際宇宙ステーション(ISS)の補給のために打ち上げたプログレス補給船。NASAではProgress 13、13Pなどとも称し、プログレス-M1 (11F615A55)型であり、シリアル番号は260であった。
プログレス-M1(11F615A55)の最後の打ち上げであり、その後のすべての飛行ではプログレス-M型が利用されている。その後のプログレス-M1系の飛行として近代化されたプログレスM-1M型を利用したプログレスM1-01Mが計画されていたが、実施はされていない。

## 運用
プログレスM1-11は2004年1月29日11時58分8秒(GMT)にバイコヌール宇宙基地1/5発射台からソユーズ-Uで打ち上げられた。2日後の1月31日13時13分11秒(GMT)にISSズヴェズダモジュールAftポートにドッキングした。またISSからの離脱の前に再加速マニューバにも使われた。
4ヶ月間ドッキングを続け、プログレスM-49の到着に備えて同年5月24日9時19分29秒(GMT)にドッキングを解除した。ドッキング後、10日間軌道を周回して、高度制御系の試験を行った。
6月3日9時50分(GMT)に軌道を離脱、太平洋上で大気圏に再突入して燃焼し、燃え残りは10時36分25秒ごろ海上に落下した。

## 搭載貨物
プログレスM1-11はISSクルー用の食料、水、酸素、科学研究用の物品類が積まれていた。貨物にはオーラン宇宙服、デスティニーの交換用フレックスホース、新しいエレクトロン酸素発生器とすでにISSに搭載されているエレクトロン用のスペアパーツ、化学的酸素発生器、予備バッテリー、新型火災検知抑制装置、ガス分析システム、カメラ、データカセット、ズヴェズダの外部実験パッケージ、マトリョーシカなどが含まれていた。